# Heinz Lueg
Heinz Lueg (* 30. April 1914 in Achtelsbach; † 20. Dezember 1984 in Aachen) war ein deutscher Elektrotechniker und Hochschullehrer.

## Leben
Heinz Lueg wurde am 30. April 1914 in Achtelsbach als Sohn von Otto und Maria Lueg geboren. Sein Vater war evangelischer Pfarrer in Idar-Oberstein.
In der Zeit des Nationalsozialismus erwarb Lueg 1933 sein Abitur und begann darauf an der Johann Wolfgang Goethe-Universität Frankfurt am Main ein Studium der Mathematik, Physik und physikalischen Chemie. Im Jahre 1939 promovierte er bei Hermann Dänzer über Eine Anordnung zur Erzeugung und Untersuchung harter Gamma-Strahlen. Lueg heiratete im gleichen Jahr eine Tochter des Philologen Otto Schumann, mit der er zusammen vier Töchter hatte. Während des Zweiten Weltkrieges gehörte Lueg ab 1940 zum Nachrichtenmittel-Versuchskommando der Kriegsmarine, wo u. a. die Physiker Otto Scherzer und Hans Wolter beschäftigt waren, und arbeitete an Peilanlagen sowie Funkmessbeobachtungen. Nach dieser Beschäftigung leistete er seinen Militärdienst in der Wehrmacht.
Nach dem Ende des Zweiten Weltkrieges arbeitete Heinz Lueg bei der Firma Funkstrahl Gesellschaft für Nachrichtentechnik mbH und beschäftigte sich zusammen mit Albert Weißfloch mit Problemen der cm- und dm-Wellen-Messtechnik. Im Jahre 1950 wurde Lueg Oberassistent am Physikalischen Institut der Universität des Saarlandes, wo ab 1951 der dorthin berufene Gottfried Eckart sein Vorgesetzter war. Zu Luegs Mitarbeitern gehörte Henner Ruppersberg.
Heinz Lueg habilitierte sich 1954 an der Universität des Saarlandes und wurde zum Dozenten ernannt. Im darauffolgenden Jahr wechselte Lueg zur Telefunken in Berlin, wo er Leiter des Laboratoriums für Vorentwicklung der Fachgruppe Ortung wurde. Dieselbe Arbeit behielt er bei, als er 1956 zum Ulmer Standort der Telefunken wechselte. Ab 1959 arbeitete Lueg am Battelle-Institut in Frankfurt am Main.
An der RWTH Aachen wurde er 1962 Professor für technische Elektronik. Seine hauptsächliche Vorlesung an der RWTH behandelte die Impulstechnik. Des Weiteren las er über Flugzeugtechnik.
Heinz Lueg starb am 20. Dezember 1984 in Aachen.

## Schaffen
Bei Telefunken entwickelte Heinz Lueg das Verkehrsradar zur Geschwindigkeitsüberwachung und bearbeitete zusammenhängende Probleme der Informationstheorie, Korrelationsverfahren, Impulskompression, Signalintegration, parametrische Verstärker und die Unterdrückung von Festzielechos.
Zu Luegs Doktoranden zählen Kurt Bergmann, Rudolf Schwarte und Rudolf Wohlleben.

## Publikationen (Auswahl)
- Eine Anordnung zur Erzeugung und Untersuchung harter Gamma-Strahlen, Dissertation, 1940
- Grundlegende Systeme, Netzwerke und Schaltungen der Impulstechnik, Aachen, 1971, 4. Aufl. 1978, Neudruck 1991
- Elektronische Fernsehtechnik – Grundlagen der Bildabtastung, Signalerzeugung und Signalverarbeitung, Aachen, 1971, bearbeitet von Franz Josef In der Smitten
- Elektronik für Flugzeugbauer, 2 Teile, 1973
- Experimentelle und theoretische Untersuchungen an Labormodellen von Phased-Array-Antennen, Dokumentationszentrum der Bundeswehr, Bonn, 1975
- Digital communications in avionics, im Rahmen der zur NATO gehörenden Agentur AGARD (Advisory Group for Aerospace Research and Development), Neuilly sur Seine, 1979